# Smetanova Lhota
Smetanova Lhota je obec ležící v jižních Čechách v okrese Písek. První písemná zmínka pochází z roku 1384. Smetanova Lhota vznikla asi v polovině 12. století. Žije zde 270 obyvatel.

## Místní části
Obec Smetanova Lhota se skládá ze tří částí, které leží v katastrálním území Smetanova Lhota
- Smetanova Lhota
- Vrábsko
- Karlov

K obci patří i osada Podelhota a osada U varvažovského mostu na pravém břehu Skalice stavebně srostlá s osadou U Mostu obce Varvažov.

## Památky v obci
- U komunikace do vesnice Vrábsko se nad křižovatkou nachází výklenková kaple. Kaple je nazývaná Korábů.[4] Je vedená v Seznamu kulturních památek v okrese Písek.
- Výklenková kaple, která se nachází vlevo u cesty z obce na Vrábsko, je nazývaná Biskupů.[4] Stejně jako předchozí kaple i tato kaple je vedená v Seznamu kulturních památek v okrese Písek.
- Návesní kaple s křížem.[5]
- Památník obětem I. světové války se nachází na návsi.
- V obci se nachází několik památkově chráněných stavení. Jedná se o špýchar u venkovské usedlosti čp. 18, stodola u venkovské usedlosti čp. 1. Tyto jsou vedené v Seznamu kulturních památek v okrese Písek.
- V nedaleké Podelhotě se nachází návesní kaple z roku 1901.[6]

## Známé osobnosti
- Jan Koller (*1973), bývalý fotbalový reprezentant České republiky, narozen v Praze, poté se s rodinou přestěhoval do Smetanovy Lhoty.[7]

## Galerie

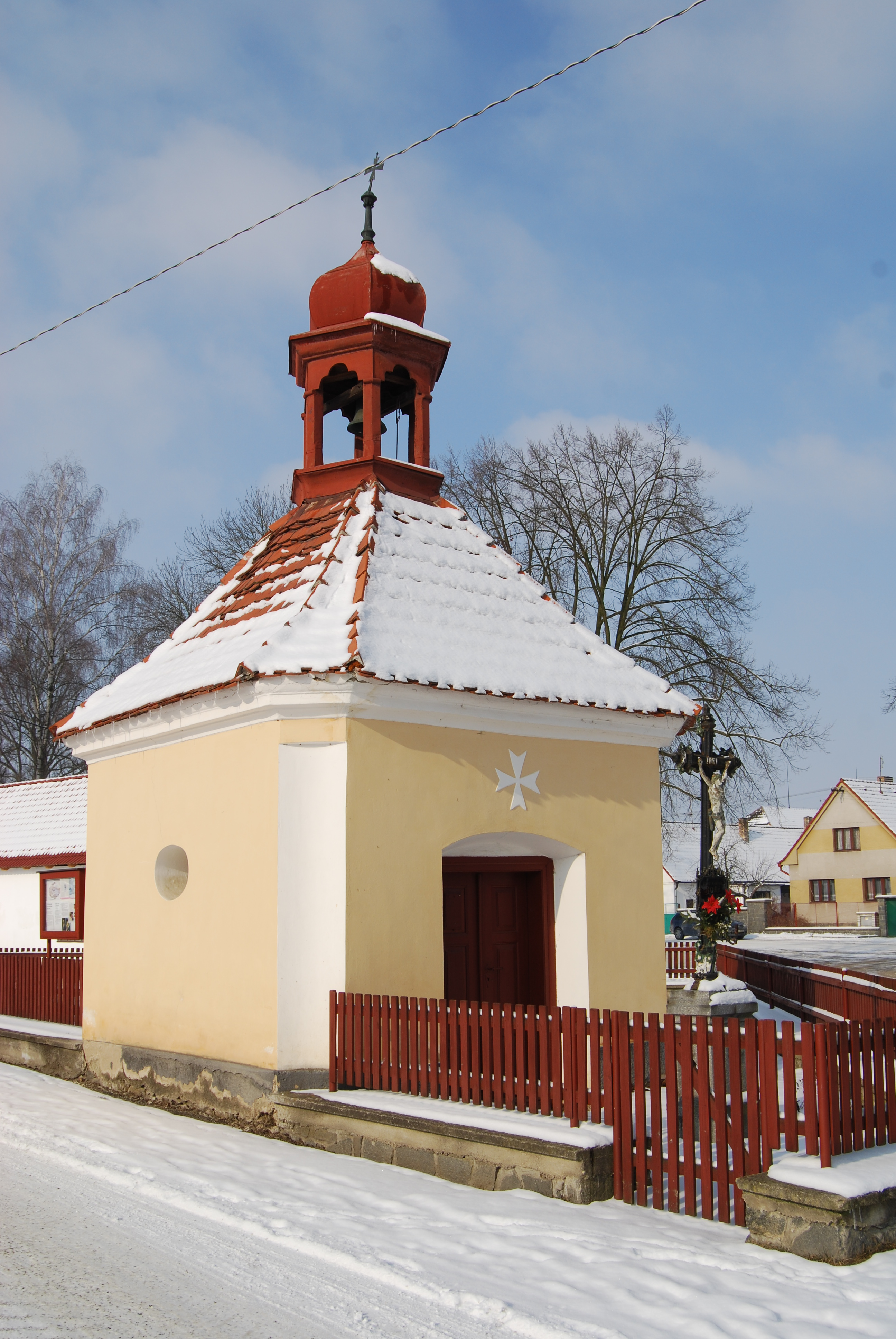
Návesní kaple
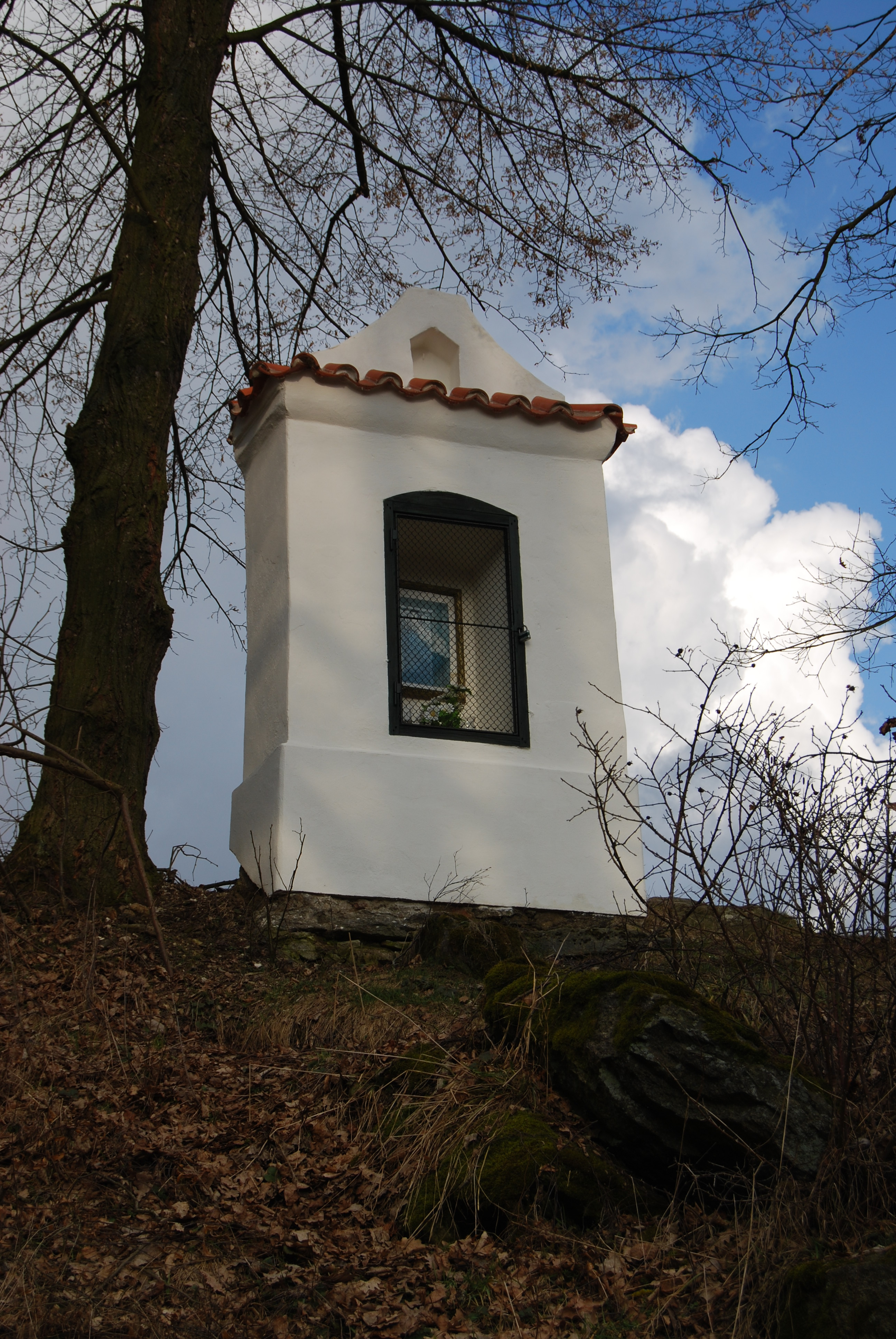
Biskupů kaplička
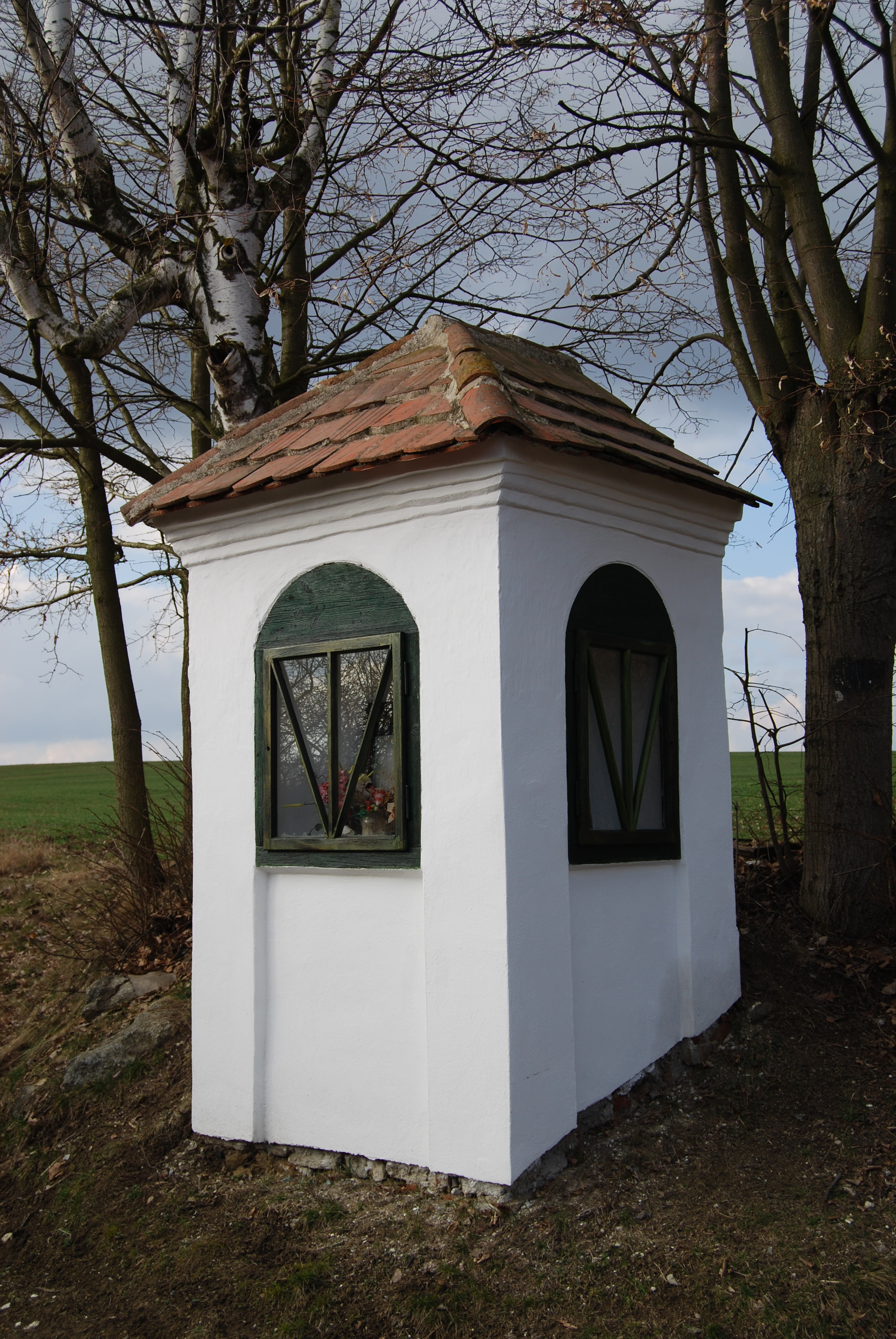
Korábů kaplička
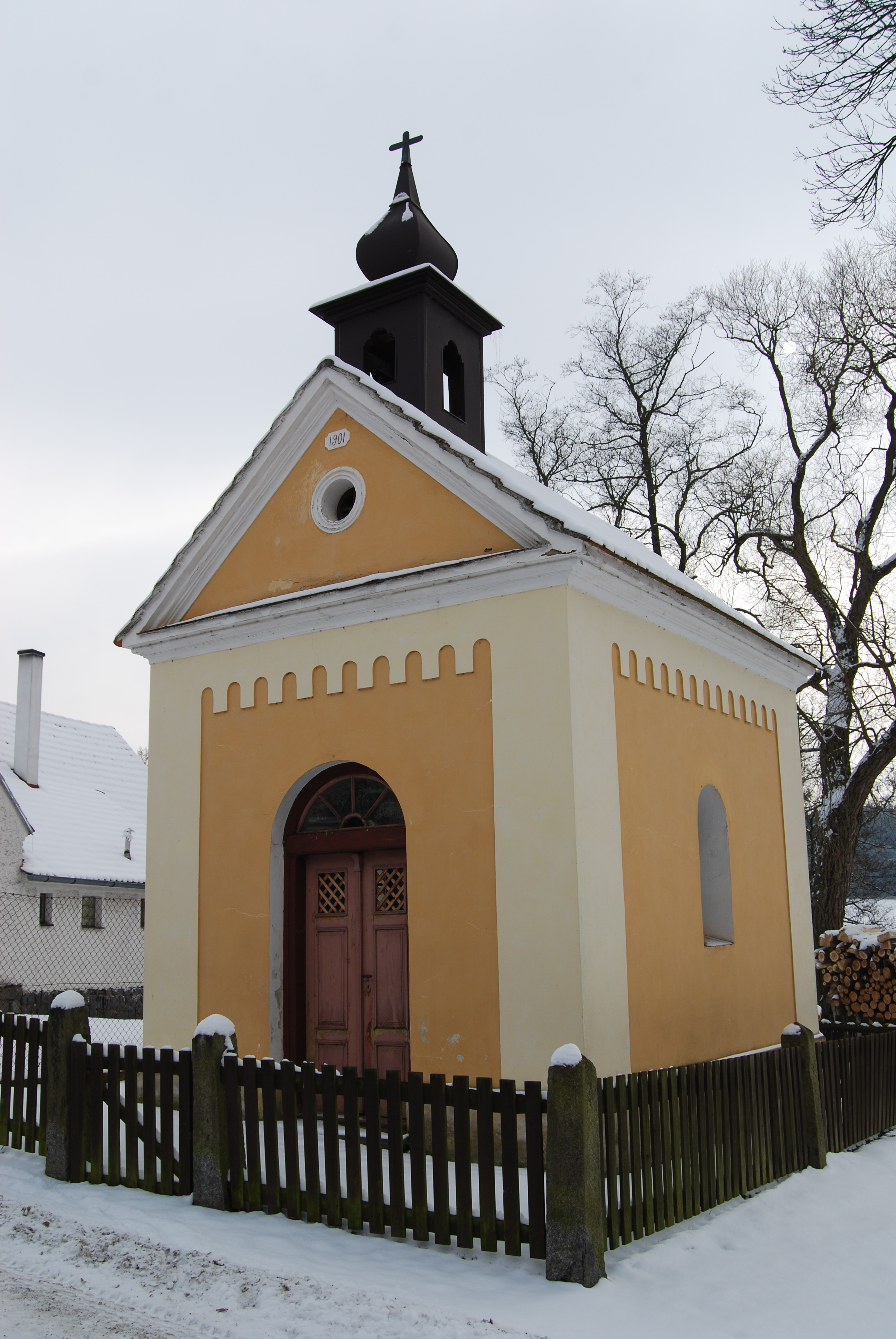
Kaple v Podelhotě